# NGC 6784
NGC 6784 este o interacting galaxies⁠(d) situată în constelația Păunul. A fost descoperită în 23 iunie 1835 de către John Herschel. Se află la o distanță de 78,34 de megaparseci de Pământ.